# Dean Hammond
Dean Hammond (Hastings, 1983. március 7. –) angol labdarúgó, aki megfordult a Southampton és a Leicester City csapatában is.

## Sikerei, díja

### Klub
- Angol másodosztály bajnok: 2012-13

1. ↑  FBref